# Kanton Brassac
Kanton Brassac (francouzsky Canton de Brassac) je francouzský kanton v departementu Tarn v regionu Midi-Pyrénées. Tvoří ho pět obcí.

## Obce kantonu
- Brassac
- Cambounès
- Castelnau-de-Brassac
- Le Bez
- Le Margnès